# Mick Jones
Michael Geoffrey "Mick" Jones (n. 26 iunie 1955 la Wandsworth, Londra) este fostul chitarist și co-fondator al trupei britanice de punk rock, The Clash pe care a părăsit-o în 1983. A mai fondat formația Big Audio Dynamite cu Don Letts înainte ca modificările de componență să ducă la formarea grupului Big Audio Dynamite II și apoi a trupei Big Audio. În prezent cântă cu Carbon/Silicon împreună cu bunul prieten Tony James realizând și turnee cu varianta live a trupei Gorillaz.